# 関門トンネル (国道2号)

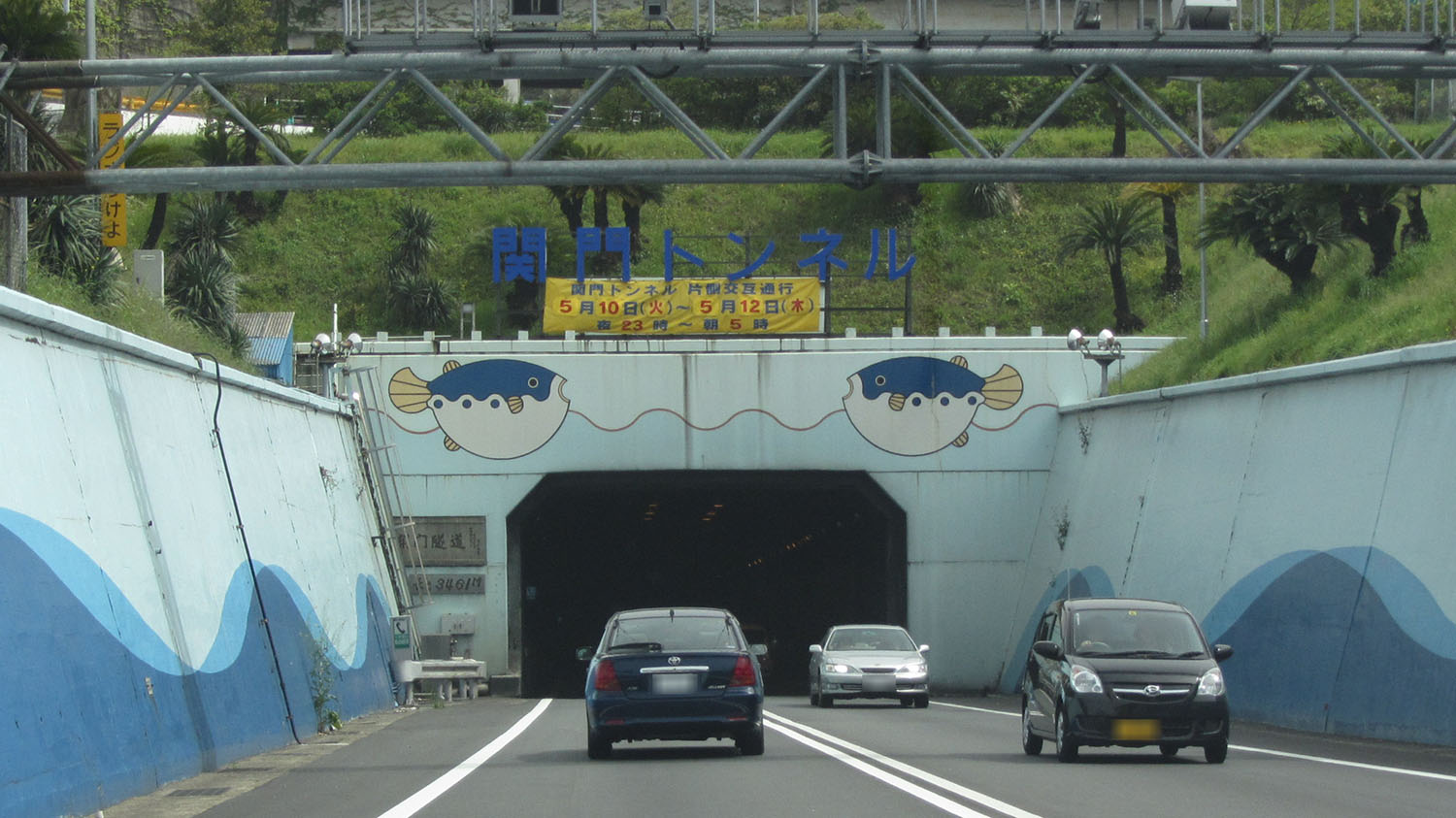
関門トンネル 下関側車道出入口

関門トンネル（かんもんトンネル）は、山口県下関市と福岡県北九州市を結ぶ国道2号のトンネル（海底トンネル）である。山陽本線の同名のトンネルと区別するために関門国道トンネル（かんもんこくどうトンネル）と呼ばれることもある。

## 概要
関門海峡の海面下に掘削され、西日本高速道路九州支社が管理する有料道路のトンネルである。鉄道用の関門（鉄道）トンネル（全長3.6 km, 山陽本線）、新関門トンネル（同18.7 km, 山陽新幹線）と並び、関門海峡（早鞆の瀬戸）の海底下で貫通する3本のトンネルのうちのひとつで、同海峡の道路用トンネルとしては唯一である。
1958年（昭和33年）に開通し、徒歩でも通行できる人道トンネルも併設されている。日本道路公団等民営化関係法施行法第26条により、通行料金は維持管理有料制度を根拠として徴収されていることから、料金の徴収期限は高速道路とは別の規定で、2025年（令和7年）9月30日までとなっている。
山口県と福岡県の県境は、関門海峡の海面下56 m（車道）ないし58 m（人道）にある。

## 歴史
関門海峡を貫いて本州と九州を結ぶトンネルは、1942年（昭和17年）に関門鉄道トンネルが先に開通していた。
1938年（昭和13年）9月22日、内務省は、関門国道トンネル工事を1939年（昭和14年）度から4ヶ年計画で着工することを決定した。1939年5月12日、起工式。道路のトンネルは、関門海峡の最狭部である早鞆瀬戸の下に建設されることになり、鉄道より遅れた1937年（昭和12年）5月14日に試掘導坑の掘削を開始し1939年に完了。同年、本坑掘削に着工し1944年（昭和19年）12月に貫通したが、トンネルの掘削に適さない地質であったことや、第二次世界大戦の勃発で資材不足に陥り、相次ぐ戦災で1945年（昭和20年）6月ないしは7月に工事を中断するなど、工事は困難を極めた。
その後、1952年（昭和27年）に道路整備特別措置法による有料道路としての工事を再開し、着工から21年の歳月をかけて1958年（昭和33年）3月9日に開通した。総工費は当時の金額で約57億円である。海底道路トンネルの誕生は、本州から九州まで徒歩でも渡れるという話題性から全国から観光客が集まり、散歩を楽しんだといわれる。

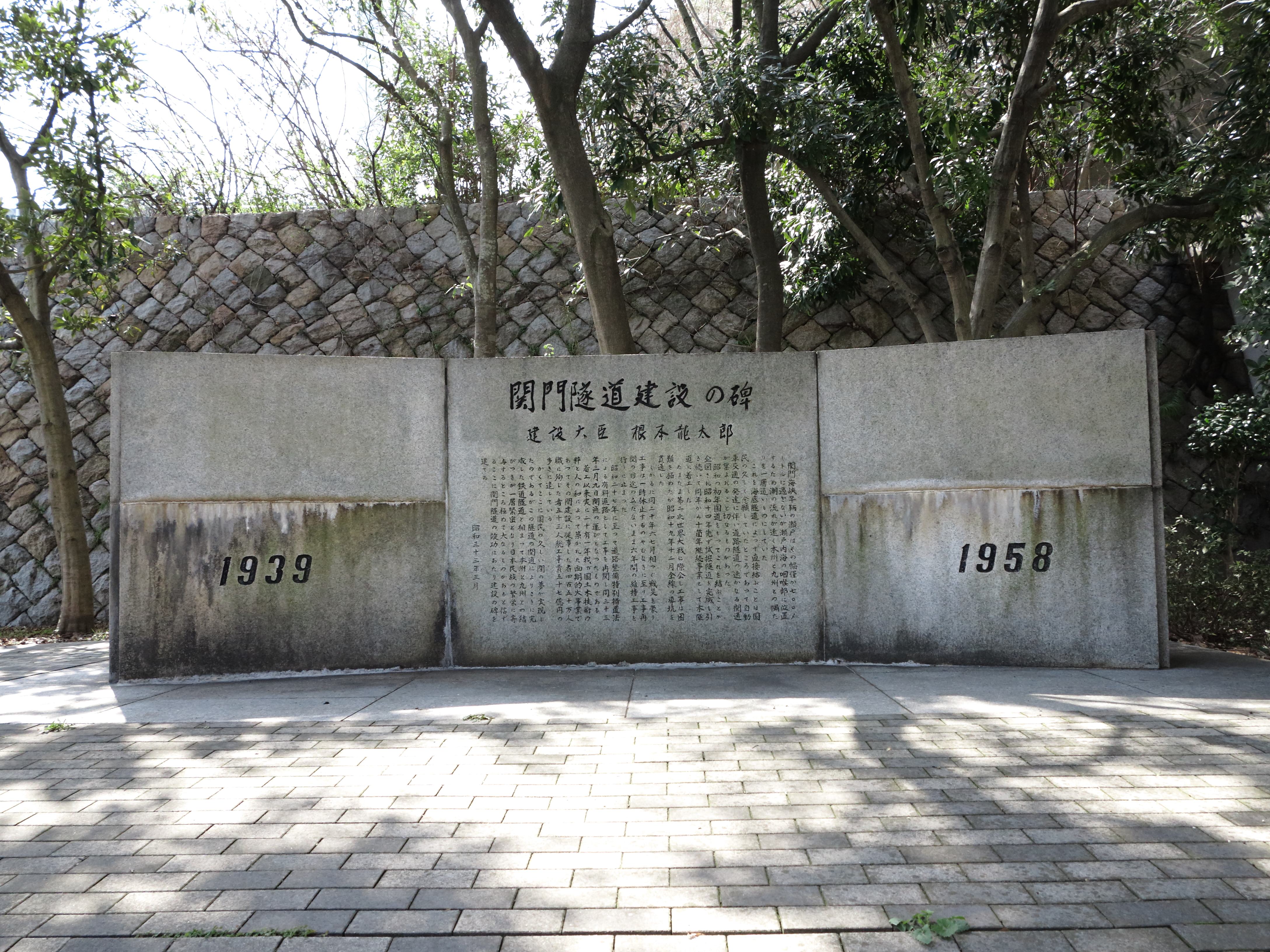
下関側にある関門隧道建設の碑
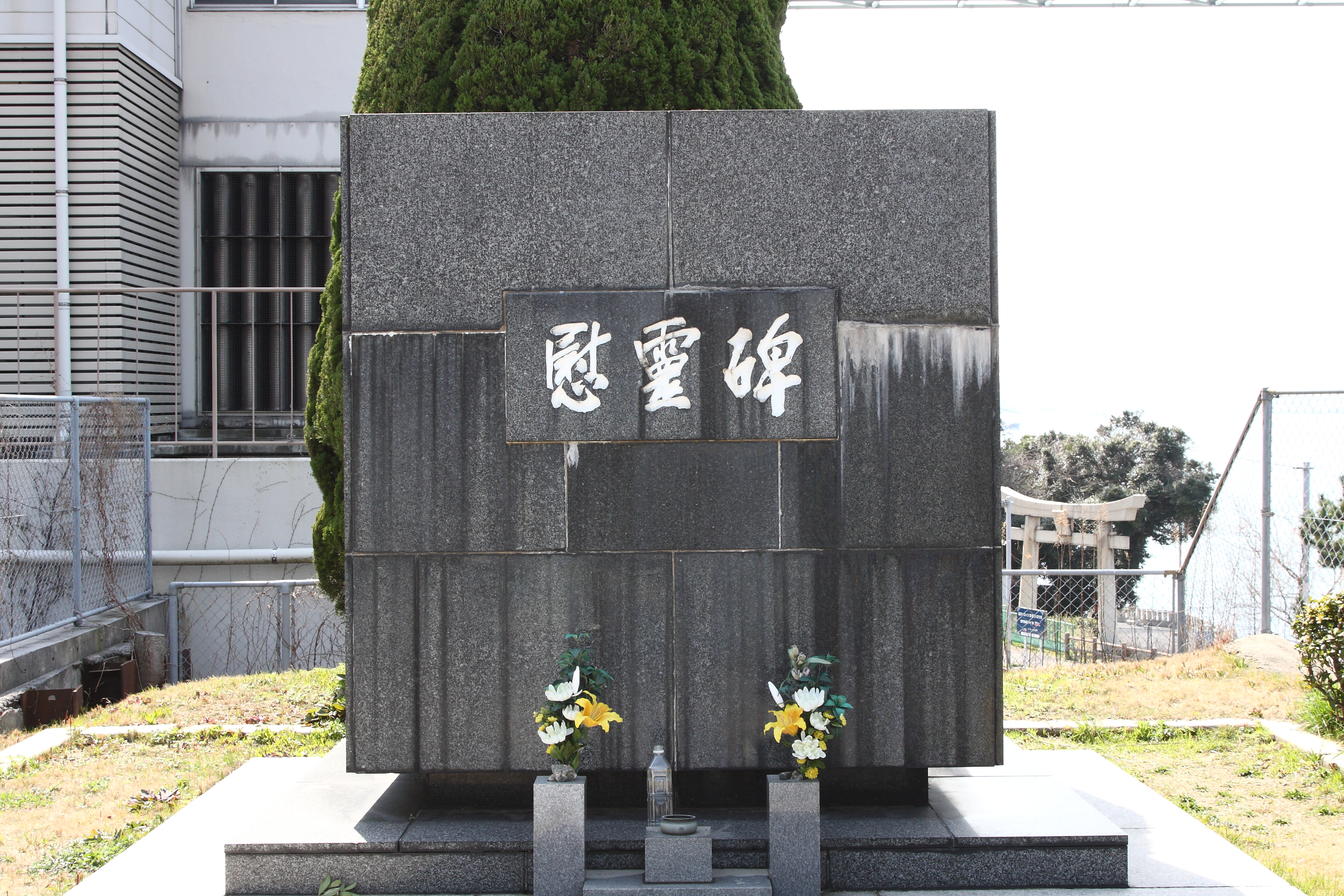
門司側にある 慰霊碑

## 施設概要
海底部の780 m間は真円断面の上3分の2程度が車道（原付通行止）、下3分の1程度が人道の2層構造になっている。前後のアプローチ部は車道のみの構造となっており、この間に歩道はない。そのため、車道を通行できない歩行者・軽車両・原動機付自転車は別のルート（人道／後述）を迂回するよう案内看板が掲出されている。
かつては、本州側の人道出入口付近に下関PA、九州側の車道入口付近に門司PAが設置されていたが、2006年（平成18年）2月28日に廃止されている。ただし、下関PAがあった場所は現在、NEXCO西日本が運営する関門トンネルに関する資料展示施設の関門プラザとなっている。

### 車道
本州側は下関ICと繋がっており、国道2号本線および山口県道258号武久椋野線と接続している。本州側のアクセス道路が下関ICと一体化している関係で複雑な構造となっているが、下関ICの主たる接続道路である山口県道57号下関港線とは直接接続していない。一方、九州側は国道2号本線と接続しており（300 m先の老松公園交差点が国道2号と国道3号の接続点）、福岡県道72号黒川白野江東本町線と間接接続している。
料金所は下関・門司の両側にあり、それぞれ流入車からトンネルの手前で料金を徴収している。NEXCO西日本が管理する有料道路にもかかわらずETCは設置されておらず、有人料金所での対面徴収を継続している。これについて、NEXCO西日本では西日本新聞の取材に対し「料金精算時に一時停止させることで（2箇所の料金所ブースから）片側1車線のトンネルに流入する際の事故防止につながる」と説明している。
地上部と海底部の境目には非常口があるが、他の道路トンネルと異なり、後述の非常階段に直結しているため、退避坑は設置されていない。
道路法で定められた自動車専用の水底トンネルとなっているため、タンクローリーなどの危険物積載車両は通行できない。
リフレッシュ工事などにより通行止めが長期にわたる場合は関門橋（関門自動車道）が迂回路とされ、関門橋が関門トンネルと同額で通行できる特例措置がとられる。ただし、事故などの一時的な通行止めの際は、この特例措置は適用されない。
トンネルポータルは地域の特色を現した意匠となっており、フグが口を開けた絵が描かれている。換気方式は横流換気方式を採用している（後述）。
要目
- 起点：山口県下関市椋野町2丁目
- 終点：福岡県北九州市門司区東門司一丁目
- 距離：3,461 m（うち海底部分780 m）

料金
2006年（平成18年）4月1日、維持および修繕に要する費用を勘案した料金に見直され、値下げとなった。
人道を除き、クレジットカードは料金所係員への手渡しで利用できるが、ETCはETCコーポレートカードの手渡し利用以外は利用できない。
- 普通車：160円
- 中型車：210円
- 大型車：260円
- 特大車：420円
- 軽自動車等：110円
- 125cc以下の自動二輪車：20円

※50cc以下の原動機付自転車は通行できないため、人道を利用する（後述）。
ETCが導入されていないことへの代替措置に加え、地域住民の利用が多いことへの配慮もあり、2024年現在もNEXCO西日本管轄の有料道路としては唯一、回数券の販売を継続している。券種は各車種に対して、11回券（価格は10回分）、60回券（価格は50回分）、100回券（価格は80回分）の3種類が存在する。

### 交通量
24時間交通量（台） 道路交通センサス
| 区間                    | 平成17（2005）年度 | 平成22（2010）年度 | 平成27（2015）年度 |
| ----------------------- | ------------------ | ------------------ | ------------------ |
| 下関料金所 - 門司料金所 | 34,017             | データなし（※）    | 28,397             |

（出典：「平成22年度道路交通センサス」・「平成27年度全国道路・街路交通情勢調査」（国土交通省ホームページ）より一部データを抜粋して作成）
（※）平成22年度はリフレッシュ工事のため、調査されなかった。

### 人道
| 人道出入口。左は門司側、右は下関側 |  | 人道出入口。左は門司側、右は下関側 |
| 人道出入口。左は門司側、右は下関側 |  |                                    |

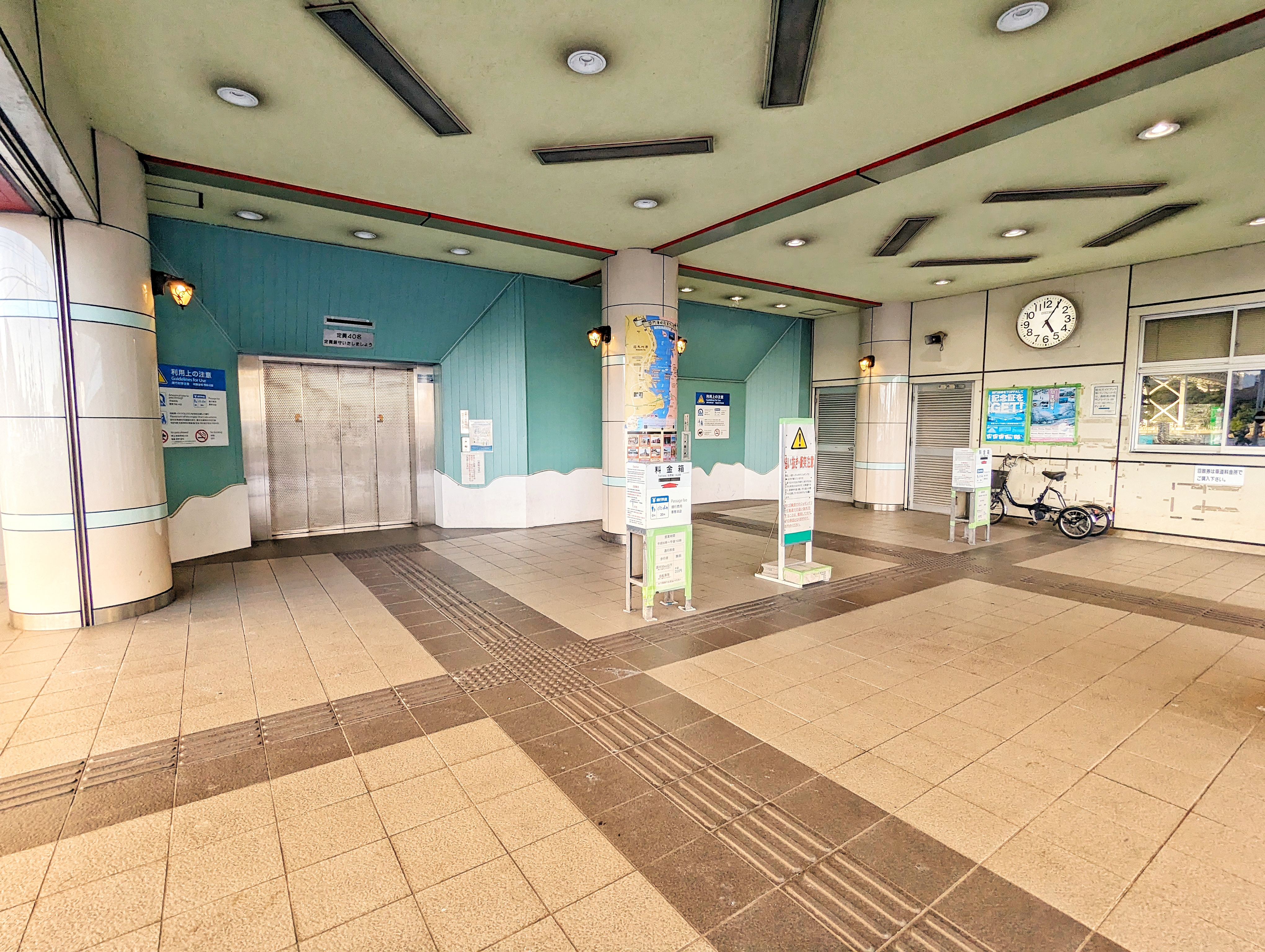
関門トンネル人道出入口施設のエントランスホール。中央にポスト状の料金箱が見える。（2023年9月）

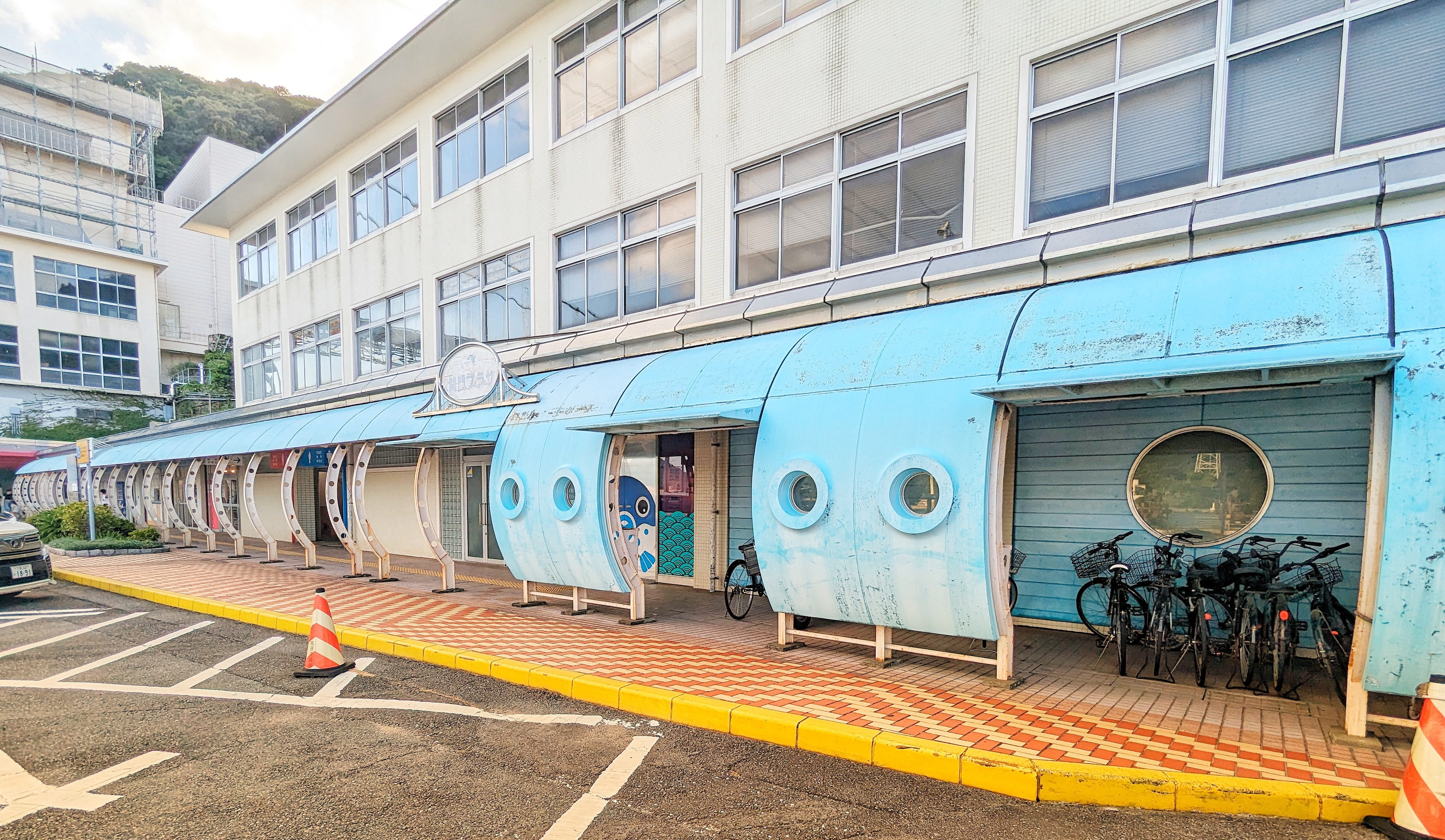
隣接する関門プラザ（2023年9月）

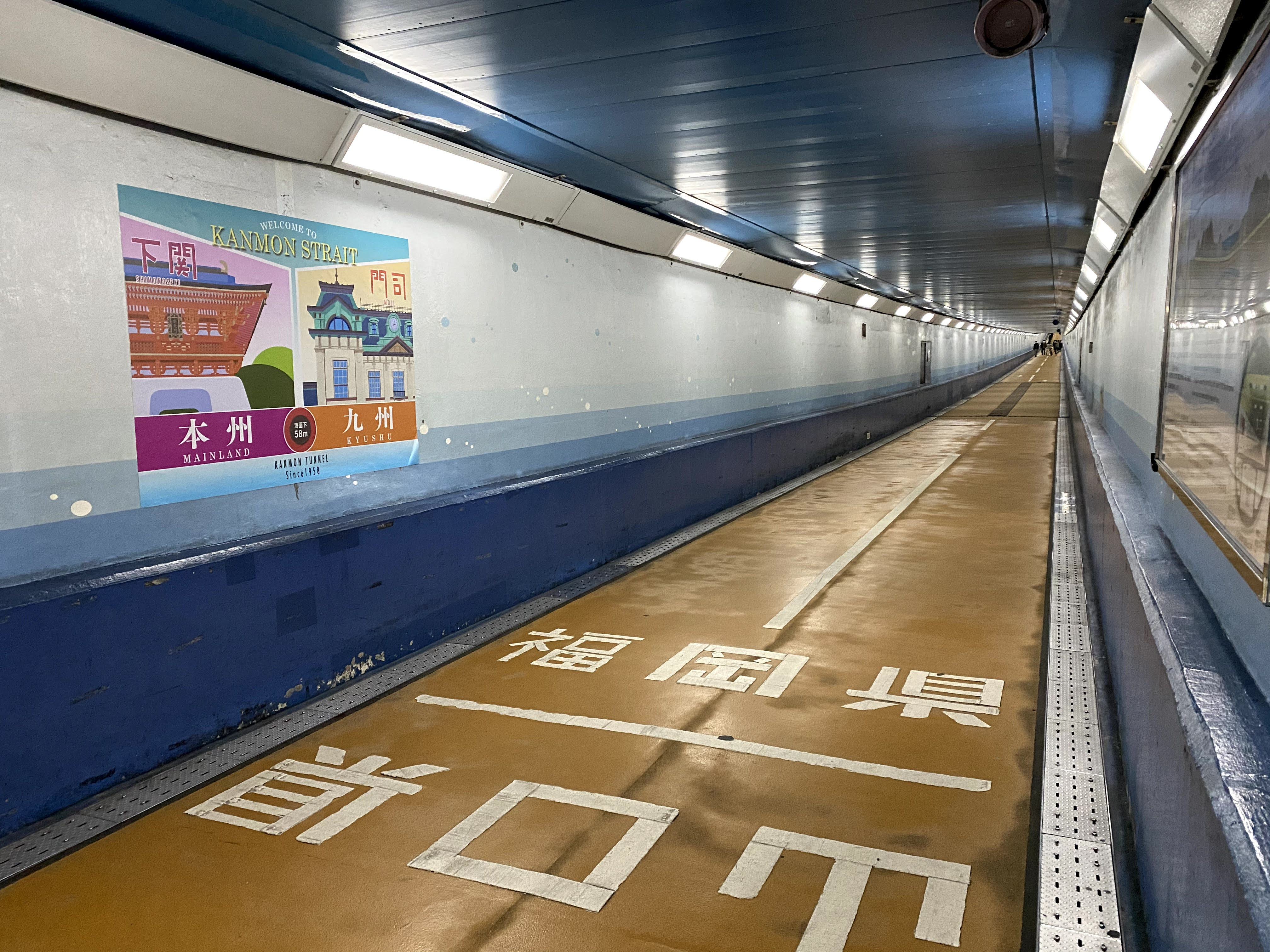
人道の県境部。中央部が窪んだ坂になっている

歩行者・自転車・50 cc以下の原動機付自転車が利用できる幅4 m・長さ約780 mのトンネルで、徒歩で約15分ほどで関門海峡の海底を通り抜けることができる。両端とも国道2号に接続していないが、車道の直下に位置している関係上、人道も国道2号に指定されている（国道2号車道に対する自転車歩行者道の扱い）。後に下関側・門司側とも坑口の右側の部分に国道標識が取り付けられた。
地上と地下の人道トンネルの間は、下関側・門司側とも専用エレベーターを利用する。なお、エレベーターとは別に保守・非常避難用の階段が設けられており、車道と兼用である。実際に間寛平がアースマラソンで通行した際にはこの階段を使用した。
通行料金は徒歩は無料で、自転車と原動機付自転車は下関側の人道出入口に設置されたポスト状の料金箱に現金又は回数券を投入する。なお、ポストからやや離れた場所には詰所があり、人道部の監視員が常駐している。監視員に自転車の料金・回数券を渡すことも可能である。供用時間は6時から22時までで、深夜は閉鎖されている。
交通ルール上は歩行者専用道路に準じた扱いとなっており、トンネル内は右側通行で、車両（自転車および原動機付自転車）はエンジンをかけない手押しでの通行（道路交通法上「歩行者扱い」となる）、乗車しての通行は認められていない。
監視カメラが設置されており、乗車して通行すると、トンネル内の拡声器で注意される。本州・九州側双方には注意を促す看板が設置されている。この扱いは、車道が集中工事などのために長期通行止めとなる際に原付などの迂回路となる場合も同様である。
人道トンネルの内面は、壁に海藻や魚、天井に朝・昼・夕・夜の空が描かれている。日常の移動手段としてだけではなく、雨・日焼け対策が不要なジョギング・ウォーキングコースとして利用されているほか、下関と門司港を結ぶ観光周遊ルートとしての広報もなされている。入り口には資料展示施設や売店を備えた関門プラザや関門の観光マップ、通行記念スタンプも設置されていて旅行の記念に押す人も多い。
なお、人道トンネルの横のスペースは車道用の換気ダクトとなっており、新鮮な空気を車道に送り込む役割を果たしている。
要目
- 起点：山口県下関市みもすそ川町（国道9号に接続）
- 終点：福岡県北九州市門司区大字門司（福岡県道261号門司東本町線に接続）
- 距離：780 m
- 通行時間：6時から22時まで

料金
- 歩行者：無料
- 車両（軽車両・原付）：20円

### 試掘導坑
1939年（昭和14年）に掘削された1,008 mの試験導坑（パイロットトンネル）は、そのまま現行トンネルの水抜き坑として流用されている。
海底トンネルの特殊性を考慮し、4本の換気縦坑の最低部に設けられたポンプ室を通じて、地上に排出され、最終的には関門海峡に放水される。トンネル湧水は岩盤亀裂の多い下関側で多く生じているが、下関側・門司側の双方から排出されているという。この排水は岩盤で濾過されているため水質がよく、また適度な塩分を含んでいることから「いけす用の海水として使いたい」などという要望があり、下関方の人道出入口に併設された「関門プラザ」において無料で汲めるようになっている。

## 接続道路
| 施設名                                  | 接続路線名            | 大阪から (km) | 備考               | 所在地                 |
| --------------------------------------- | --------------------- | ------------- | ------------------ | ---------------------- |
| 国道2号 広島・山口方面                  |                       |               |                    |                        |
| 下関料金所                              | 県道258号武久椋野線   |               |                    | 山口県 下関市          |
| 下関側人道出入口 関門プラザ（旧下関PA） | 国道9号               |               | 車道部とは接続せず | 山口県 下関市          |
| 門司側人道出入口                        | 県道261号門司東本町線 |               | 車道部とは接続せず | 福岡県 北九州市 門司区 |
| 門司PA                                  |                       |               | 2006年2月28日廃止  | 福岡県 北九州市 門司区 |
| 門司料金所                              |                       |               |                    | 福岡県 北九州市 門司区 |
| 国道2号（国道3号接続） 福岡・小倉北方面 |                       |               |                    |                        |

## リフレッシュ工事

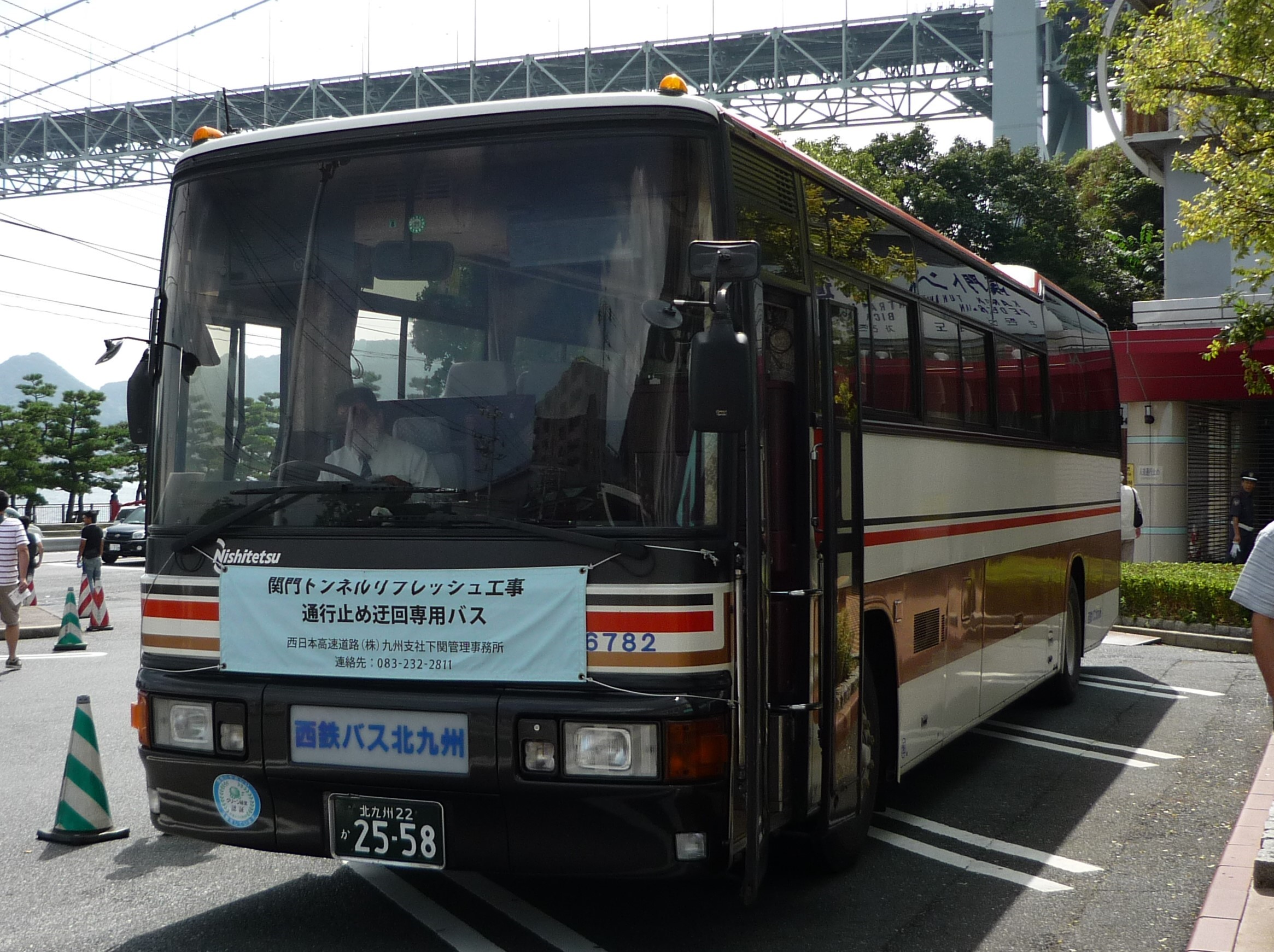
人道リフレッシュ工事対応の代行バス（2009年10月）

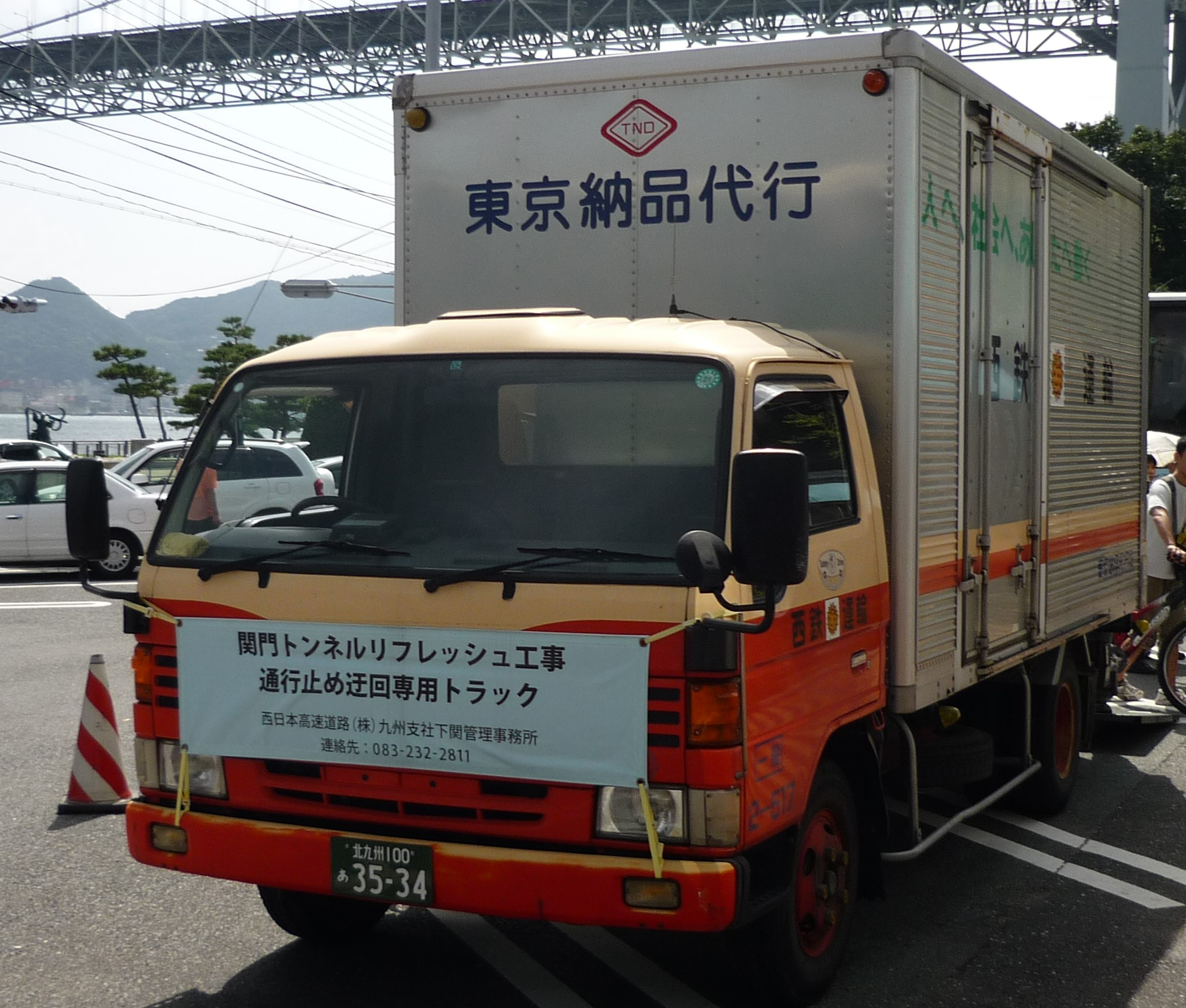
人道リフレッシュ工事対応の二輪車向けトラック（2009年10月）

海底トンネルという特殊性と通行量の多さによる老朽化や損傷がみられることから、抜本的補修のために1979年以降およそ10年ごとに集中工事（リフレッシュ工事）が行われている。
実施時期
- 1979年
- 1988年 - 1989年
- 1998年 - 1999年
- 2008年 - 2010年
  - 2008年は10月15日から12月13日まで、2009年は9月1日から12月18日まで行われ、その間は全面通行止めとなった。なお、通行止め期間中は関門道下関ICと門司港IC・門司IC間を迂回する場合に限り関門トンネルと同額の通行料金が適用された。なお、2009年は人道も通行止めとなったが、歩行者向けの代行バスおよび、125cc以下の二輪車向けのトラック便が運行された[13]。
- 2010年9月1日 - 12月17日 車道および人道通行止め[14]。
- 2014年10月15日 - 12月13日 車道通行止め[15]。

## 交通
人道トンネルへのアクセス。
- 本州側 - サンデン交通 御裳川バス停下車。
- 九州側 - 西鉄バス北九州 関門トンネル人道口バス停下車、もしくは平成筑豊鉄道門司港レトロ観光線関門海峡めかり駅から徒歩10分。

## 発行物
- 1958年3月9日、関門トンネル開通記念の切手が1種（額面10円）、発行された。